# Trochilochaeta transcendens
Trochilochaeta transcendens är en tvåvingeart som beskrevs av Townsend 1940. Trochilochaeta transcendens ingår i släktet Trochilochaeta och familjen parasitflugor. Inga underarter finns listade i Catalogue of Life.